# Benjamin Nadjem
Benjamin Nadjem (* 2. April 1995 in Kabul) ist ein deutsch-afghanischer Fußballspieler.

## Karriere

### Verein
Nadjem, Sohn von afghanischen Einwanderern, startete seine Karriere beim SC Concordia Hamburg, bevor er in die Jugend vom FC St. Pauli wechselte. Hier spielte der Abwehrspieler in der A-Junioren-Bundesliga, bevor er in die zweite Herren-Mannschaft aufstieg. Nach zwei Saisons, wo er relativ häufig zwischen Startelf und Bank pendelte, setzte er sich zur Saison 2015/16 endgültig als Stammspieler durch. 2018 wechselte er nach vier Jahren beim FC St. Pauli II zu dem Hamburger Oberligisten TSV Sasel. Nach einer Saison dort ging er im Sommer 2019 zur SV Drochtersen/Assel, wo sein Vertrag jedoch im November wieder aufgelöst wurde. Anfang 2020 spielte er dann zwei Monate für den Oberligisten Meiendorfer SV. Anschließend war er über ein Jahr vereinslos und seit dem Sommer 2021 ist er für die 3. Mannschaft des SC Poppenbüttel in der zehntklassigen Kreisklasse B Hamburg aktiv.

### Nationalmannschaft
Im Februar 2017 wurde Nadjem von Otto Pfister erstmals für die Nationalmannschaft Afghanistans nominiert. Am 23. März 2017 debütierte er im Spiel gegen Singapur, als er in der 46. Minute für Hassan Amin eingewechselt wurde. Bis 2019 absolvierte er insgesamt neun Partien, ein Tor gelang ihm dabei nicht.